# Historietes medievals
Historietes medievals (en castellano Historietas medievales) es una serie de televisión creada por Pot de plom y À Punt, la serie está dirigida por Xavi Castillo. Fue emitida una primera versión en 2002 por Canal Nou y en 2019 se grabó de nuevo con la colaboración de À punt media.

## Argumento
Es una serie de humor creada por el Humorista Xavi Castillo sobre cuentos tradicionales valencianos.

## Reparto

### 1ª temporada
- Xavi Castillo[6]
- Juli Cantó
- Enric Juezas
- Héctor Juezas
- Rosanna Espinós
- Panxi Vivó
- Carles Esteve
- Pilar Almería
- Eduardo Zamanillo
- Iris Juezas
- Alba Blanco
- Conxi Domenech
- César Tormo

#### Con la colaboración especial de
- Pep Gimeno

## Episodios
- Carmesina i els pirates

- Esclafamuntanyes

- Les fades i el vell

- El dimoni no fuma

- Les aventures de Xonan, el guerrer

- La caputxa negra

- Blai i el jutge d'Alcoi

- El visir envejós

- Les dues germanes i els trols